# Steven Moffat

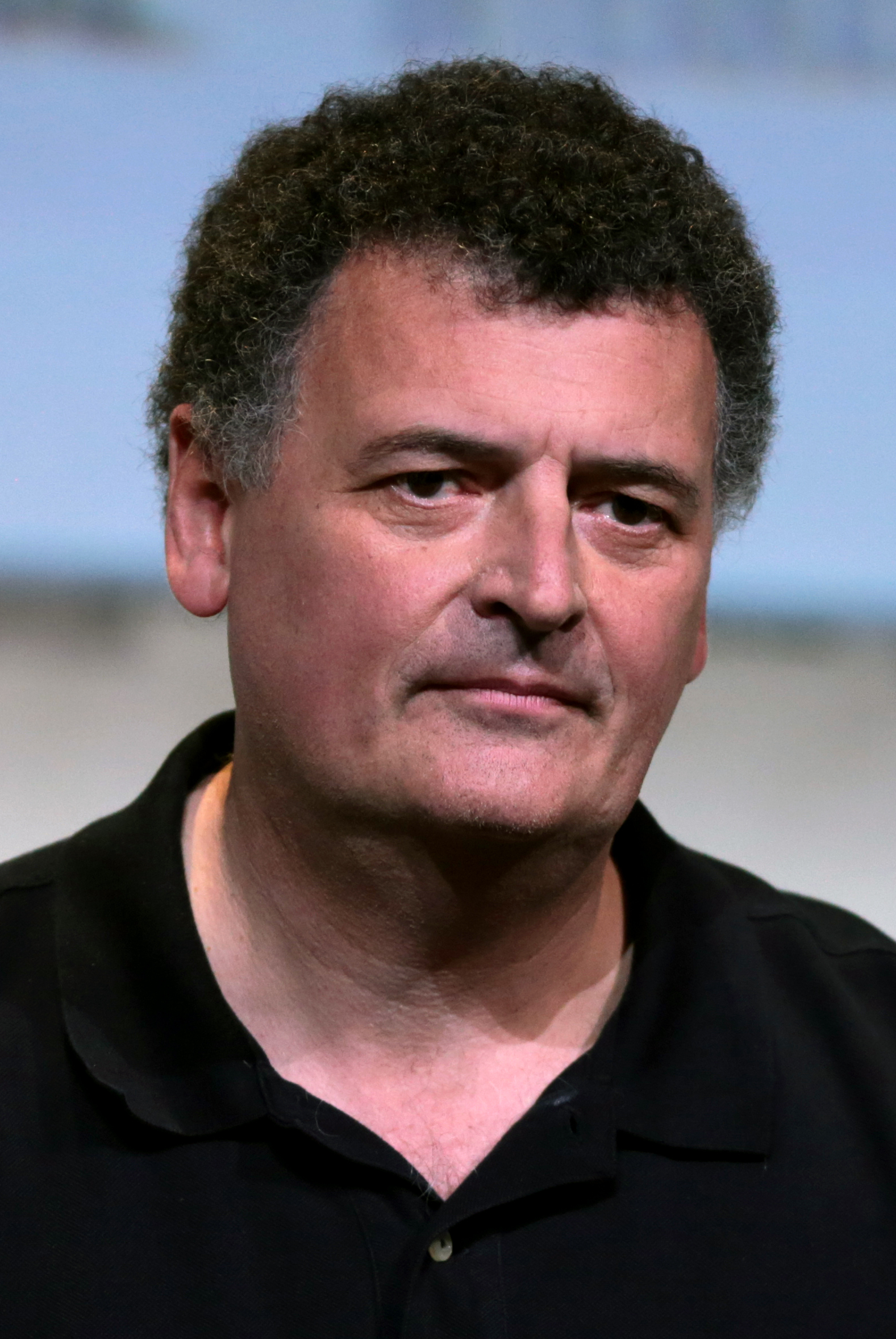
Steven Moffat bei der Comic-Con 2016

Steven Moffat, OBE (* 18. November 1961 in Paisley, Schottland) ist ein britischer Drehbuchautor, der seit den späten 1980er Jahren Drehbücher für Fernsehserien schreibt. Er ist mit der Fernsehproduzentin Sue Vertue verheiratet.

## Leben und Karriere
Ursprünglich arbeitete Moffat als Lehrer. Sein Debüt als Drehbuchschreiber war die Serie Press Gang (1989), die er gemeinsam mit seinem Vater Bill Moffat kreierte. Er schrieb weiter für Fernsehserien und war Urheber zweier Sitcoms (Chalk und Joking Apart). Im Jahr 2000 schuf er die Sitcom Coupling – Wer mit wem? mit seiner Frau als Produzentin. Die Serie war sehr erfolgreich und lief bis 2004. Es wurden vier Staffeln mit insgesamt 28 Episoden produziert. Er schrieb auch den nie ausgestrahlten Pilotfilm für die amerikanische Version der Serie, die bereits nach vier Episoden eingestellt wurde.
2005 schrieb Moffat für die Serie Doctor Who den Zweiteiler Das leere Kind/Der Doktor tanzt (The Empty Child/The Doctor Dances), der den Hugo Award gewann. Für die zweite Staffel schrieb er 2006 die Folge Das Mädchen im Kamin (The Girl in the Fireplace), für die dritte Staffel 2007 die Folge Nicht blinzeln (Blink) und für die vierte Staffel im Mai 2008 den Zweiteiler Tödliche Stille/Wald der Toten (Silence in the Library/Forest of the Dead). Zeitgleich gab die BBC bekannt, dass Moffat den Showrunner (EP/Geschäftsführer, leitender Produzent und Drehbuchautor) von Doctor Who, Russell T Davies, ab der fünften Staffel (Dreh ab 2010) ablösen werde. Moffat leitete als Showrunner die Serienproduktion und -finanzierung sowie den Entwurf der Handlungsstränge bis zur zehnten Staffel (elfter und zwölfter Doktor). Im Januar 2016 wurde bekannt, dass er den Stab anschließend an Chris Chibnall (Broadchurch) weiterreichen werde.
2013 hatte Moffat eine Gastrolle in Peter Davisons Kurzfilm The Five(ish) Doctors Reboot. Fast alle Darsteller dieses parodistischen Specials zum 50. Jubiläum der Erstausstrahlung von Doctor Who verkörpern darin selbstironisch verzerrte Versionen ihrer selbst, so auch Moffat.
Moffat schrieb auch die 2007 ebenfalls bei der BBC ausgestrahlte TV-Miniserie Jekyll, eine moderne Version von Der seltsame Fall des Dr. Jekyll und Mr. Hyde.
Zusammen mit Mark Gatiss entwickelte er das Konzept der auch in Deutschland erfolgreichen BBC-Fernsehserie Sherlock, in der sie Arthur Conan Doyles Erzählungen in die moderne Zeit transferieren. Für sein Drehbuch der ersten Folge (Ein Fall von Pink) wurde er 2011 für einen Emmy nominiert. 2014 gewann er für die Episode Sein letzter Schwur den Emmy für das beste Drehbuch zu einer Miniserie oder einem Fernsehfilm.
Im Juni 2015 wurde Moffat für seine künstlerischen Verdienste von Elisabeth II. zum Officer of the Most Excellent Order of the British Empire ernannt. Diese Ehrung bewirkt den Namenszusatz „OBE“.

## Filmografie (Auswahl)
- 1989–1993: Press Gang (Fernsehserie)
- 1991–1995: Joking Apart (Fernsehserie)
- 1994–1999: Murder Most Horrid (Fernsehserie)
- 1997: Chalk (Fernsehserie)
- 2000–2004: Coupling – Wer mit wem? (Coupling, Fernsehserie)
- 2001: Office Gossip (Fernsehserie)
- 2005–2017, 2024: Doctor Who (Fernsehserie, als Autor, 2010–2017 Showrunner)
- 2007: Jekyll (Miniserie)
- 2010–2017: Sherlock (Fernsehserie, als Autor und Showrunner)
- 2011: Die Abenteuer von Tim und Struppi – Das Geheimnis der Einhorn (The Adventures of Tintin)
- 2013: The Five(ish) Doctors Reboot (Kurzfilm, als Darsteller)
- 2020: Dracula (Miniserie)
- 2022: Inside Man (Miniserie)

## Auszeichnungen (Auszug)
BAFTA Awards:
- 1991: Gewonnen als Beste Kindersendung (Unterhaltung/Drama) für Press Gang
- 1992: Nominierung als Beste Kindersendung (Fiktion) für Press Gang
- 2008: Gewonnen als Bester Autor für Doctor Who (Episode Blink)
- 2008: Gewonnen als Bester Drehbuchautor für Doctor Who (Episode Blink) (BAFTA Cymru)
- 2008: Nominierung als Bester Film- oder Fernsehautor für Doctor Who (BAFTA Scotland)
- 2011: Gewonnen als Beste Dramaserie für Sherlock
- 2012: Gewonnen Special Award als Drehbuchautor
- 2012: Gewonnen Craft Award für das Beste Drehbuch für Sherlock (Episode Ein Skandal in Belgravia)

Hugo Award:
- 2006: Gewonnen als Beste dramatische Vorführung (Kurzform) für Doctor Who (Doppelfolge The Empty Child & The Doctor Dances)
- 2007: Gewonnen als Beste dramatische Vorführung (Kurzform) für Doctor Who (Episode The Girl in the Fireplace)
- 2008: Gewonnen als Beste dramatische Vorführung (Kurzform) für Doctor Who (Episode Blink)
- 2011: Gewonnen als Beste dramatische Vorführung (Kurzform) für Doctor Who (Doppelfolge The Pandorica Opens & The Big Bang)

Emmy:
- 2011: Nominierung als Bestes Drehbuch bei einer Miniserie, Fernsehfilm oder Dramatic Special für Sherlock (Episode Ein Fall von Pink)
- 2012: Nominierung als Bestes Drehbuch bei einer Miniserie, Fernsehfilm oder Dramatic Special für Sherlock (Episode Ein Skandal in Belgravia)
- 2014: Gewonnen als Bestes Drehbuch bei einer Miniserie, Fernsehfilm oder Dramatic Special für Sherlock (Episode Sein letzter Schwur)